# Ензо и Кас
Ензо и Кас са кеч съотборници, участващи в WWE, Ензо Аморе и Големият Кас (преди познат като Колин Касиди). В истинския живот, Аморе и Кас са се срещнали като тийнейджъри, по време на игра на баскетбол в Клетката на Манхатън, Ню Йорк, близо десет години преди да се съберат в развиващата се марка на WWE NXT, през юли 2013. Отборът имаше мениджърка, приятелката на Кас в реалния живот, Кармела.

## История

### NXT (2013 – 2016)
Ензо Аморе дебютира на 22 май 2013, където беше победен от Мейсън Раян. Аморе сформира съюз с Колин Касиди, който също загуби в дебюта си от Мейсън Раян, и се определяха като „най-истинските“. Въпреки съюза на Аморе и Касиди, Раян лесно ги победи в последователни индивидуални мачове през юли, но загуби от тях в мач с хандикап. Раян се изсмя последен, когато коства на Аморе и Касиди атака от Тонове Фънк. След враждата им с Раян, Аморе и Касиди започнаха да враждуват с Александър Русев, Силвестър Лефорд и Скот Доусън. На 25 септември в епизод на NXT, Аморе и Касиди участваха в пореден мач за бъдещ мач за Отборните титли на NXT; те започнаха мача, първо победиха Си Джей Паркър и Тайлър Брийз, тогава победиха Русев и Доусън, но не успяха срещу последните им опоненти, Възкачване.
През ноември 2013, Аморе си счупи кракът по време на тренировка. Аморе се завърна на 26 юни на NXT, спасявайки Касиди от атаката от Лефорд и Маркус Луис. В началото на август, Аморе и Касиди се биха в турнир за Отборните титли на NXT. Те победиха Джейсън Джордан и Тай Дилинджър в първия кръг, но бяха елиминирани от Водевиланс (Ейдън Инглиш и Саймън Гоч) във втория кръг. Лефорд и Луис възстановиха враждата с Аморе и Касиди, като ги атакуваха и обръснаха брадата на Аморе. След това, Аморе предизвика Лефорд в мач със залагане на косите им на NXT Завземане: Фатална четворка. Аморе спечели мача, но Лефорд избяга, оставяйки партньора му Луис, който загуби своите коса и вежди от Аморе и Касиди.
Аморе и Касиди се съюзиха с дебютиращата Кармела. Дуото случайно е коствало работата на Кармела като фризьорка, в сюжет, за да я накара да поиска да си намери работа като професионална кечистка. Кармела направи телевизионния си дебют на ринга на 16 октомври 2014 на NXT. Заедно с треньорите на NXT, Аморе отбеляза, че Бил ДеМот и Дъсти Роудс са били инструмента в неговите тренировки и промота поотделно.
През март 2015, Аморе и Касиди започнаха вражда с Отборните шампиони на NXT Блейк и Мърфи, след като пребиваха Аморе и Касиди, докато се опитваха да свалят Кармела. На 11 март на NXT, Аморе и Касиди победиха Луча Драконите в мач за главни претенденти за титлите срещу Блейк и Мърфи. Аморе и Касиди получиха техния мач на NXT Завземане: Неудържими, в който те загубиха след като Алекса Блис се намеси. На NXT Завземане: Лондон, Ензо и Кас предизвикаха Възраждане (Даш Уайлдър и Скот Доусън) за Отборните титли на NXT и загубиха. Получиха друг шанс за титлите срещу Възраждане на Препятствие на пътя, но отново бяха победени. На 20 април на NXT, двамата се биха срещу новите Отборни шампиони на NXT Американска Алфа в приятелски мач без заложба, където се провалиха да си победят.

### Главен състав (от 2016 г.)
На 4 април на Първична сила, Аморе и Касиди дебютираха (без Кармела) и провокираха Дъдли Бойс. Седмица по-късно на Разбиване, Аморе и Касиди победиха Възкачване в техния дебютен мач в главния състав в турнира за главни претенденти за Отборните титли на WWE. Отборът победи Дъдли Бойс на следващата Първична сила в полуфиналите на отборния турнир, стигайки до финалите. Във финала, те се биха срещу Водевиланс на Разплата, но мача приключи без победител, след като Аморе претърпя сътресение по време на мача. На pay-per-view турнира Договорът в куфарчето, Аморе и Кас се биха срещу Нов Ден, Водевиланс и Карл Андерсън и Люк Галоус в отборен мач Фатална четворка за Отборните титли на WWE, но Нов Ден си запазиха титлите.

## В кеча
- Отборни финални ходове
  - Bada Boom Shakalaka (Rocket Launcher)[22][23]
- Прякори
  - „Най-истинските“[24]
- Мениджъри
  - Кармела[25]
- Входни песни
  - SAWFT is a Sin на CFO$ и Ензо Аморе[26] (от 30 май 2014 г.)

## Шампионски титли и отличия
- Pro Wrestling Illustrated
  - PWI класира Аморе като #268 от топ 500 индивидуални кечисти в PWI 500 през 2014[27]
  - PWI класира Касиди като #281 от топ 500 индивидуални кечисти в PWI 500 през 2014[28]
- WWE NXT
  - Крайни годишни награди на NXT (1 път)
  - Отбор на годината (2015)[29]